# CLIC5
CLIC5‏ (Chloride intracellular channel 5) هوَ بروتين يُشَفر بواسطة جين CLIC5 في الإنسان.